# Добрановице (Краковский повет)

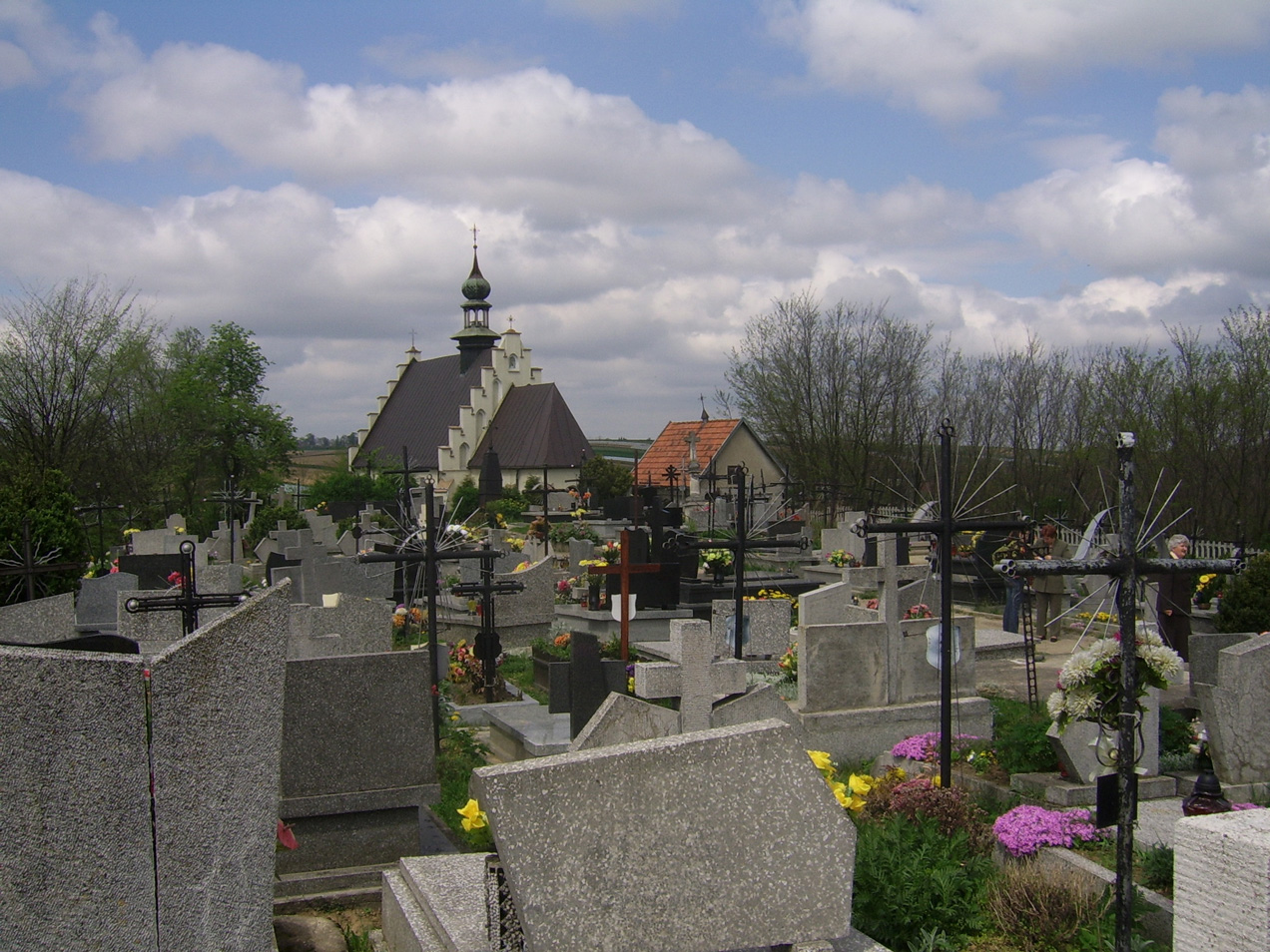
Церковь святого Креста и приходское кладбище

Добранови́це (пол. Dobranowice) — село в Польше в сельской гмине Иголомя-Вавженьчице Краковского повета Малопольского воеводства.

## География
Село располагается в 4 км от административного центра гмины Вавженьчице и в 28 км от административного центра воеводства города Краков.
Во времена Царства Польского село было административным центром гмины Добрановице. В 1975—1998 годах село входило в состав Краковского воеводства.

## Население
По состоянию на 2013 год в селе проживало 358 человек.
| 2010 | 2013 |
| ---- | ---- |
| 348  | 358  |

| Перепись  | Всего   | Всего | Женщины | Женщины | Мужчины | Мужчины |
| --------- | ------- | ----- | ------- | ------- | ------- | ------- |
| Единицы   | человек | %     | человек | %       | человек | %       |
| Население | 358     | 100   | 186     |         | 172     |         |

## Достопримечательности
- Церковь святого Креста с приходским кладбищем. Храм построен в 1887 году.
- Усадьба начала XIX века.